# Leszek van Inowrocław
Leszek van Inowrocław (circa 1275/1276 - na 27 april 1339) was van 1287 tot 1320/1324 hertog van Inowrocław. Hij behoorde tot de Koejavische tak van het huis Piasten.

## Levensloop
Leszek was de oudste zoon van hertog Ziemomysł van Inowrocław en diens echtgenote Salomea, dochter van hertog Sambor II van Pommeren.
Na de dood van zijn vader in 1287 erfde Leszek samen met zijn jongere broers Przemysł en Casimir III diens domeinen. Wegens hun minderjarigheid werden ze tot in 1294 onder het regentschap geplaatst van hun moeder en hun oom Wladislaus de Korte. Dat jaar werd Leszek volwassen verklaard en nam hij de regering en het regentschap van zijn jongere broers over. 
In 1296 maakte Leszek gebruik van de verwarring na de dood van koning Przemysł II van Polen om het hertogdom Pommerellen te claimen. Hij werd echter gedwongen deze claims af te staan aan zijn oom Wladislaus de Korte, die hem in de plaats het burggraafschap Wyszogród schonk. 
In 1300 werd hij onder druk gezet om koning Wenceslaus II van Bohemen, die ook koning van Polen was, te huldigen als leenheer van zijn gebieden. In 1303 raakte Leszek betrokken in een militair dispuut met zijn oom, hertog Ziemovit van Dobrzyń. Het aanslepende gevecht zorgde voor financiële problemen in het hertogdom Inowrocław, waardoor Leszek zich gedwongen voelde om het land van Michałów aan de Duitse Orde te verkopen. Kort daarna ging hij om onduidelijke redenen naar Hongarije om zijn oom Wladislaus de Korte te bezoeken. Omdat hij echter door gebieden in handen van Wenceslaus II van Bohemen moest trekken, werd hij gevangengenomen. Hij verbleef daarna tot in 1312 in Boheemse gevangenschap.
In 1314 verdeelden Leszek en zijn twee broers hun vaderlijke erfenis. Als oudste broer behield Leszek het grootste deel van het hertogdom, met Inowrocław als hoofdstad. Tussen 1320 en 1324 abdiceerde Leszek om onduidelijke redenen als hertog van Inowrocław ten voordele van zijn jongere broer Przemysł.
Hij overleed na 27 april 1339. Het is niet duidelijk waar Leszek begraven werd. Hij bleef ongehuwd en kinderloos.